# Dorna (Gera)
Dorna bildet zusammen mit Röpsen und Negis den 8,15 km² großen Ortsteil Röpsen der Stadt Gera in Thüringen mit insgesamt 631 Einwohnern (Stand 31. Dezember 2011).

## Geographie
Dorna liegt am Negisbach im Osten der Stadt Gera nördlich der A 4 und etwa sieben Kilometer vom Stadtzentrum Gera entfernt.

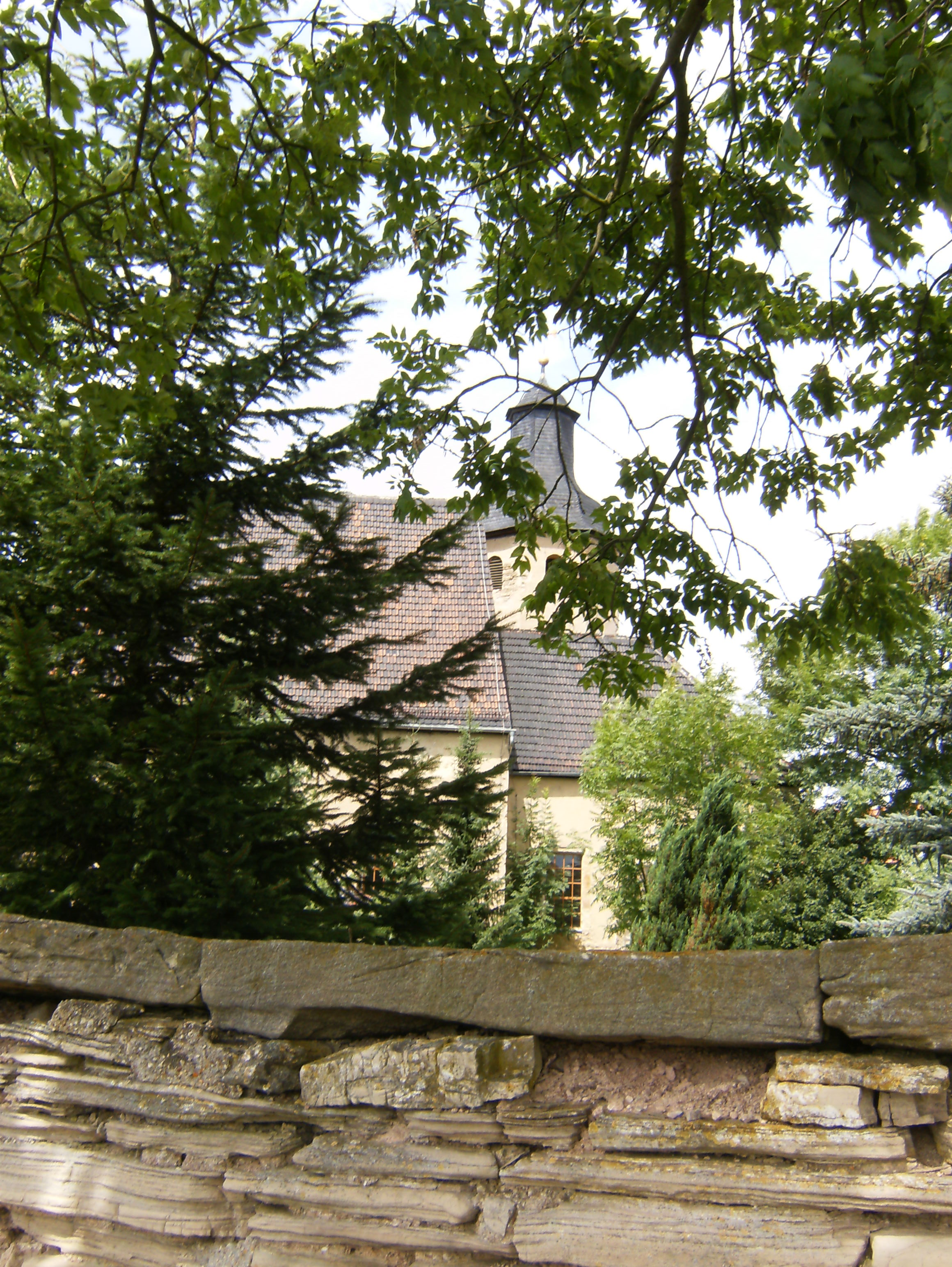
Dornaer Kirche

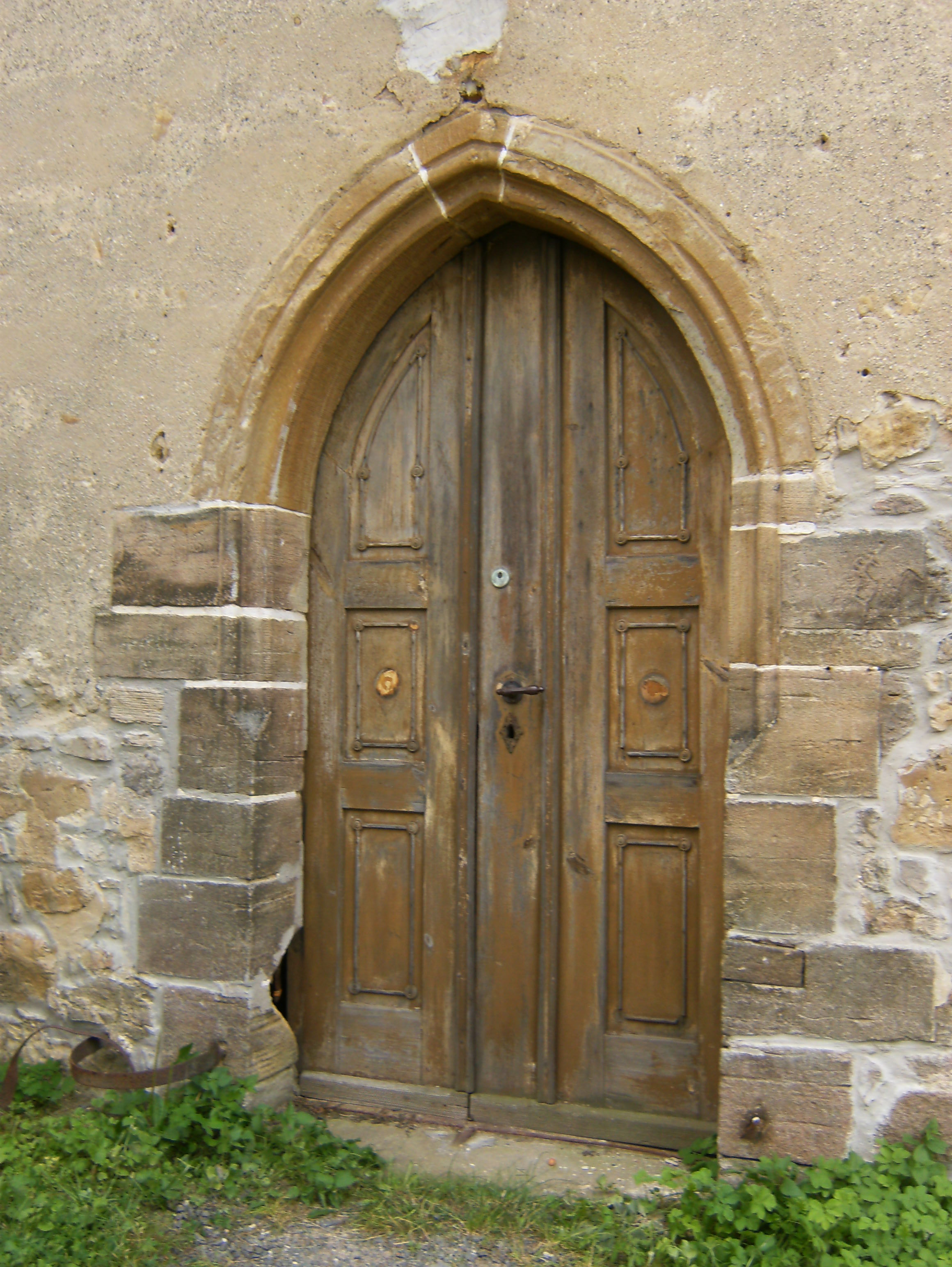
Kirchpforte

## Geschichte
Der sogenannte Baumgarten bei Dorna ist spätestens seit der Zeit der Linienbandkeramischen Kultur vor etwa 7000 Jahren besiedelt gewesen; über viele Jahre und besonders bei der Erschließung des Neubaugebietes Am Baumgarten konnten Archäologen hier wertvolle Bodenfunde wie Tonkrüge, Quetschmühlen und Feldsteinwerkzeuge bergen. Es kann als gesichert gelten, dass hier eine der ersten ackerbautreibenden Ansiedlungen in der Region bestanden hat. Die Fundstücke befinden sich heute im Stadtmuseum Gera bzw. im Museum für Frühgeschichte Weimar. Die Dornaer Schanze, nordwestlich des heutigen Ortes auf einem Bergvorsprung nördlich vom Brahmetal und östlich des Negisbaches gelegen, war in Frühzeiten eine Wallburg mit Schanzenanlage und Turmhügel. Der Burghügel ist noch erhalten.
Urkundlich erstmals erwähnt wird Dorna am 7. September 1328 in einer Schenkung des Vogts von Gera; ein Konrad von Berga, Pfarrer zu Dorna bezeugt diesen Akt.
Zur reußisch-evangelischen Parochie Dorna gehörten 1864 Negis, Cretzschwitz, Kulm, Seelingstädt sowie die Filialkirchen Zschippach sowie Groitzschen mit Caasen. Dorna war bis zur Schließung im Jahr 1970 rund 450 Jahre Schulstandort für etliche umliegende Gemeinden.
Bis zur Neuordnung der Thüringer Lande im Jahr 1918 war Dorna ein geteiltes Dorf, d. h. ein kleinerer Teil mit vier Häusern und damals 60 Bewohnern auf einer Fläche von 0,45 ha gehörte zum Herzogtum Sachsen–Altenburg, der größere Teil zum Fürstentum Reuß jüngere Linie. Am 1. Oktober 1922 wurden beide Anteile vereint.
Am 1. Juli 1950 wurden Dorna und Negis in die Gemeinde Röpsen eingegliedert. Am 1. Juli 1994 erfolgte die Eingemeindung von Röpsen nach Gera.
Die landwirtschaftlichen Flächen um den Ort sind heute weitestgehend verpachtet, nur wenige Höfe arbeiten im Nebenerwerb. In den 1990er Jahren wurde ein mittlerweile gut bebautes Neubaugebiet ausgewiesen.

## Rittergut Dorna
1415 wird erstmals das Rittergut Dorna beurkundet. 1827 zählte der Ort ein Rittergut, 30 Häuser und 117 Einwohner. Für 1870 werden das Rittergut, 10 Höfe, 41 Wohnhäuser, die Türken- und die Dornaer Mühle, eine Ziegelei und zwei Gasthöfe mit 285 Einwohnern erwähnt. Von diesen gehörten 3 Häuser zum Herzogtum Sachsen–Altenburg. Das Rittergut war über 200 Jahre im Besitz der Familie von Schauroth. Das Rittergut verfügte bis 1855 über die Patrimonialgerichtsbarkeit über den Ort. Im 19. Jahrhundert gehörte das Rittergut Johann Gottfried Gladitsch und ab 1826 seinem Sohn, dem Landtagsabgeordneten und Bankdirektoren Hermann Gladitsch.
Nach 1945 wurde das Rittergut Volkseigenes Gut und gehörte bis 1990 zum VEG Aga.

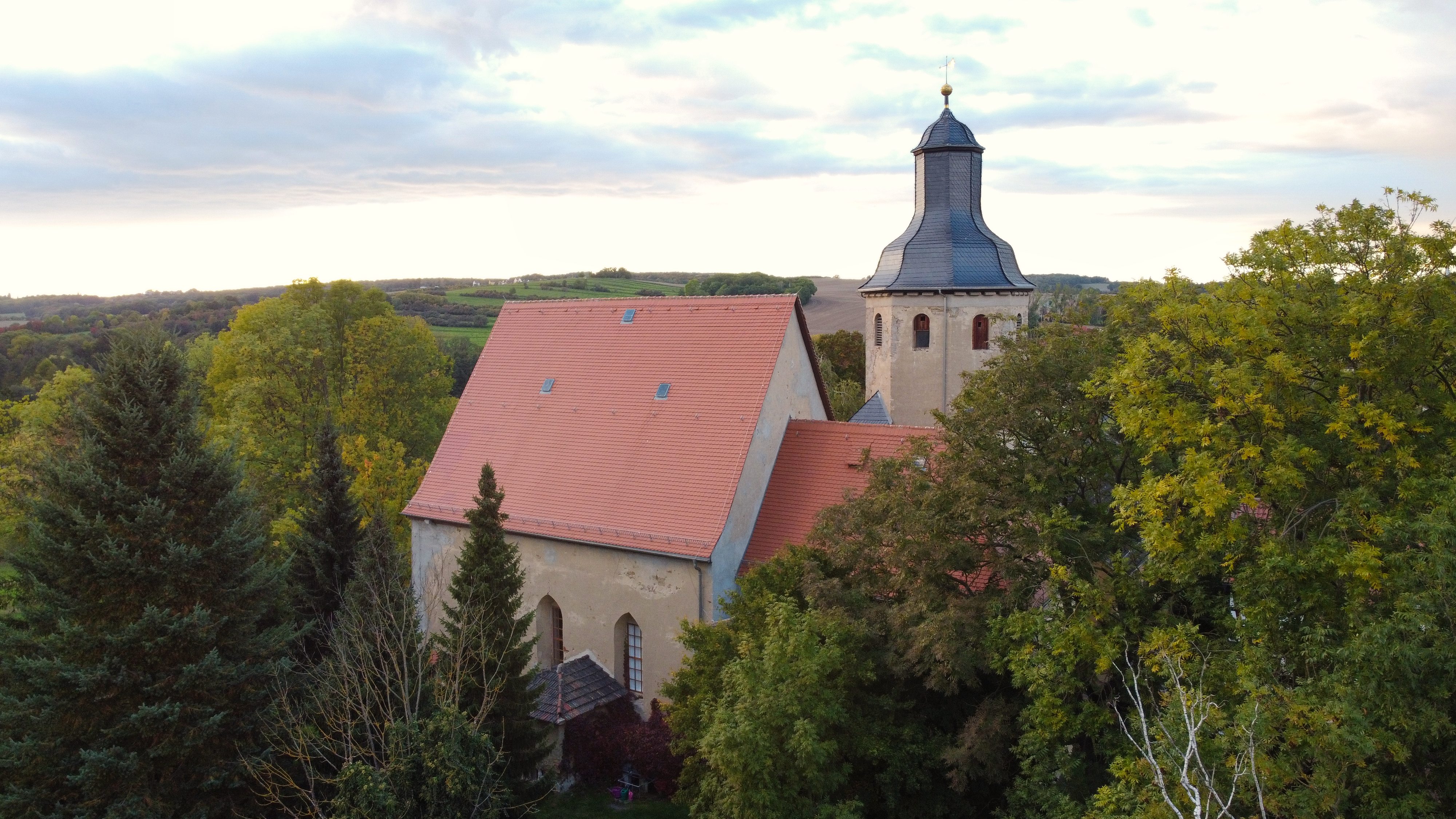
Luftaufnahme der Dorfkirche St. Petri, 2022

## Sehenswürdigkeiten
Der Ort ist noch heute in seiner sorbischen Rundlingsform mit nur einem Ortszugang und mit hufeisenförmig um den Dorfplatz gruppierten Gehöften erhalten.
Die auf einem Hügel außerhalb des ursprünglichen Dorfes Mitte des 13. Jahrhunderts erbaute Kirche St. Petri ist das älteste im Brahmetal befindliche Gotteshaus. Sie gilt als Mutterkirche der umliegenden Gemeinden, von ihr aus wurden einst elf Orte betreut. Heute besteht ein hoher Sanierungsbedarf, der derzeit nur unzureichend aus Spenden der Bürger bestritten werden kann.
Im Zentrum von Dorna findet man die Überreste des alten Rittergutes.
Oberhalb des Ortes gelegen ist die Dornaer Schanze, Überrest einer Burganlage aus dem Frühmittelalter.

## Politik
Röpsen, Dorna und Negis sind seit dem 1. Juli 1994 zur Stadt Gera eingemeindet. Seitdem bilden die drei Orte den Ortsteil Röpsen der Stadt Gera mit eigener Ortschaftsverfassung und Ortsteilrat (bis II/2009 Ortschaftsrat). Ortsteilbürgermeister ist seit 2004 Wolfgang Hartick (parteilos).

## Entwicklung der Einwohnerzahl
| Jahr      | 1817 | 1864 | 1946 | 1983 | 2003 | 2009 |
| Einwohner | 127  | 264  | 489  | 296  | 336  | 350  |

## Verkehr
Der Ort ist über die Süd-Ost-Tangente Gera erreichbar, durch den Ort führen die K4 und K8.
Dorna wird täglich im Zweistundentakt von Bussen der Linie 208 der RVG Gera mit der Innenstadt von Gera verbunden. Die nächstgelegenen Bahnhöfe sind Gera Hauptbahnhof und Gera-Langenberg.

## Kultur
Im Ort gibt es u. a. den Heimatverein Röpsen-Dorna-Negis, eine Freiwillige Feuerwehr und den Rassegeflügelzüchterverein Dorna e. V. Traditionell findet hier wie in weiten Teilen Ostthüringens ein Maibaumsetzen statt.
Im Ort befindet sich die
- Kindertagesstätte am Negisbach der Johanniter-Unfall-Hilfe in Dorna.

Zuständige Grundschule ist die
- Tabaluga-Grundschule in Bieblach.

Nächstgelegene Regelschule ist die
- Staatliche Regelschule 12 in Bieblach.

## Söhne und Töchter des Ortes
- Friedrich August Krässe  (1787–1849), deutscher Müller und Politiker